# 中国—东盟博览会

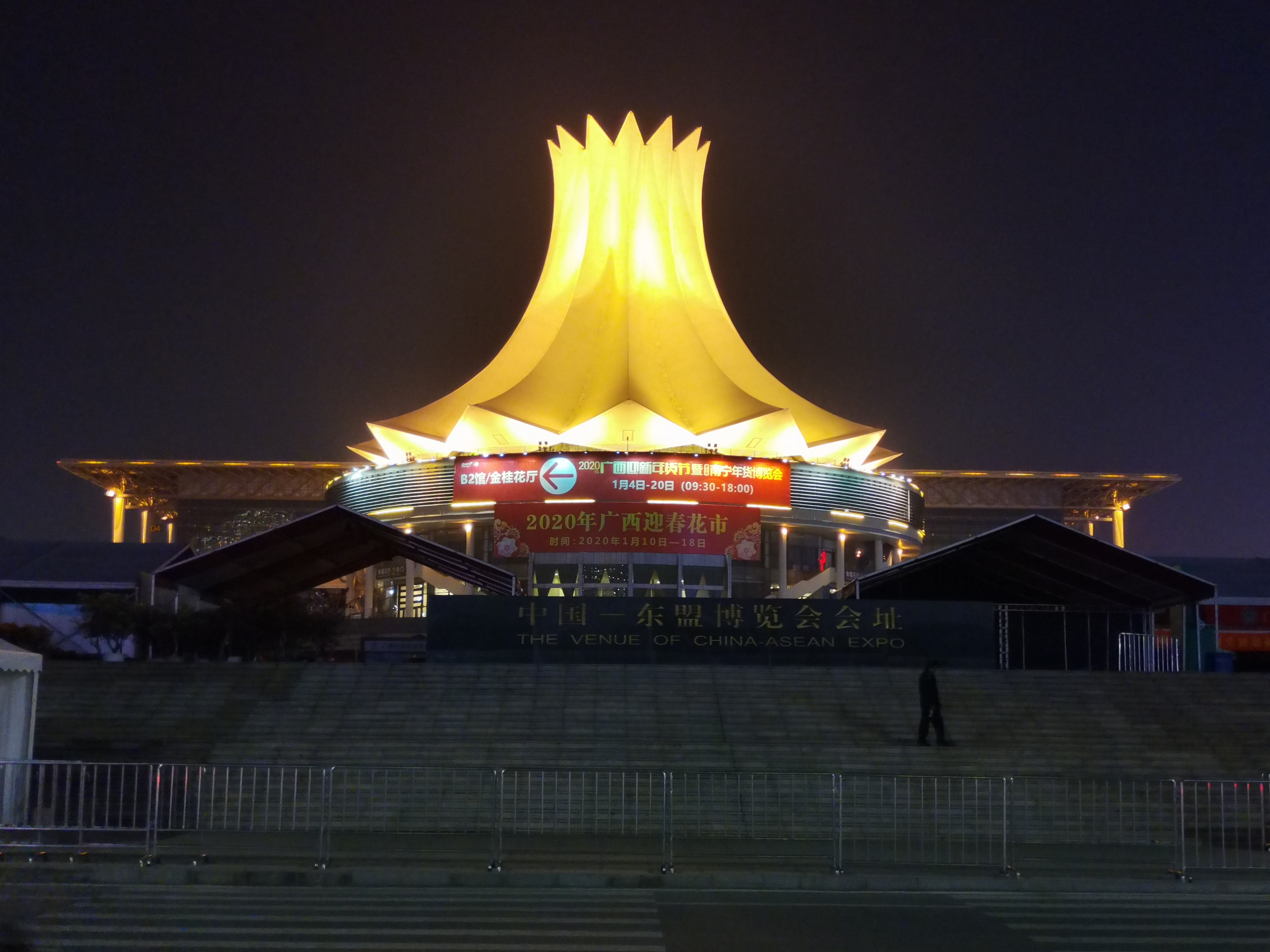
南宁国际会展中心，是博览会永久会址

中国—东盟博览会（缩写：CAEXPO，博览会官方文献中用后两者居多）是由中国国务院总理温家宝倡议提出，由中国商务部、东南亚国家联盟10国经贸主管部门及东盟秘书处共同主办，中国广西壮族自治区人民政府承办的国际性经贸交流会议，从2004年开始，每年在广西壮族自治区首府的南宁国际会展中心举办一次。至2022年为止，博览会已举办了19次。
中国—东盟博览会会徽是一个11片花瓣的朱槿花图案。11片花瓣分别代表中国和东盟10国。蓝色的主色调体现中国与东盟10国大多具有沿海优势。会徽设计灵感来自“10+1”概念。会徽的主题是“凝聚、绽放、繁荣”。中国—东盟博览会吉祥物是白头叶猴的卡通形象“合合”。中国—东盟博览会会歌是“相聚到永久”。

## 发起的契机
中国国务院总理温家宝在2003年10月第七次中国与东盟“10+1”领导人会议上倡议，从2004年起每年在中国广西南宁举办中国—东盟博览会。各国领导人对此表示赞同，并将此写入会后发表的主席声明。

## 宗旨
中国—东盟博览会以“促进中国—东盟自由贸易区建设、共享合作与发展机遇”为宗旨，涵盖商品贸易、投资合作和服务贸易三大内容，是中国与东南亚国家联盟扩大商贸合作的新平台。

## 组织机构
中国—东盟博览会秘书处是中国—东盟博览会成立常设工作机构。常设工作机构对外名称为中国—东盟博览会秘书处，对内设置为广西国际博览事务局。该机构为广西自治区政府直属正厅级事业单位。博览局下设综合协调处、研究发展处、招商招展处、展览管理处、对外联络处、宣传推介处、会议接待处、经营开发处、人力资源处、财务会计处等10个职能处。
中国—东盟博览会秘书处的内设机构：综合协调部、研究发展部、招商招展部、对外联络部、宣传推介部、会议接待部、经营开发部、人力资源部、财务会计部。

### 中方组委会
2004年7月15日中国—东盟博览会中方组委会在北京成立。首任组委会名誉主任为吴仪，2012年现任组委会名誉主任为王岐山，2012年现任组委会主任为陈德铭。

### 中国—东盟博览会高官会
中国—东盟博览会高官会是11国共办机制的重要内容。中国商务部有关司局、东盟10国经贸部门、东盟秘书处、中国—东盟博览会秘书处、广西壮族自治区人民政府有关厅局的代表出席每次的高官会。高官会每年举办两次，对中国—东盟博览会的筹备进行交流和讨论，并部署招商招展工作。

### 主办单位
- 中国商务部
- 文莱工业和初级资源部
- 柬埔寨商业部
- 印度尼西亚贸易部
- 老挝工业贸易部
- 马来西亚国际贸易和工业部
- 缅甸商务部
- 菲律宾贸易和工业部
- 新加坡贸易和工业部
- 泰国商业部
- 越南工业贸易部
- 东盟秘书处

### 承办单位
广西壮族自治区人民政府

### 协办方
中国科学技术部、中国工业和信息化部、中国交通运输部、中国海关总署、中国国家旅游局、中国国际贸易促进委员会、香港贸易发展局

## 参展国家、地区及国际组织
中国—东盟博览会由中国与东南亚国家联盟的文莱、印度尼西亚、柬埔寨、老挝、马来西亚、缅甸、菲律宾、新加坡、泰国、越南等十个国家共同主办。巴布亚新几内亚作为观察员国参与其中。

## 展览内容
- 商品贸易专题
- 投资合作专题
- 先进技术专题
- 服务贸易专题
- “魅力之城”专题

## 主题国
从第四届中国—东盟博览会开始，每届博览会确定一个东盟国家为主题国。
主题国一般按东盟国家国名英文首字母顺序依次出任。
- 第四届：文莱
- 第五届：柬埔寨
- 第六届：印度尼西亚
- 第七届：老挝
- 第八届：马来西亚
- 第九届：缅甸
- 第十届：菲律宾
- 第十一届：新加坡
- 第十二届：泰国
- 第十三届：越南
- 第十四届：文莱
- 第十五届：柬埔寨
- 第十六届：印度尼西亚
- 第十七届：老挝
- 第十八届：老挝
- 第十九届：马来西亚

## 特邀合作伙伴 [特邀贵宾国]
为进一步促进中国和东盟与区域外的交流合作，推动区域外重点国家积极参展参会，中国—东盟博览会共办各国商议决定自2014年起设立“特邀贵宾国”机制，每届特别邀请一个中国和东盟以外的RCEP成员国出任东博会“特邀贵宾国”。
- 第十一届：澳大利亚
- 第十二届：韩国
- 第十三届：斯里兰卡

“特邀贵宾国机制”改名为“特邀合作伙伴机制”，邀请“一带一路”沿线国家出任本届东博会特邀合作伙伴：
- 第十四届：哈萨克斯坦
- 第十五届：坦桑尼亚联合共和国
- 第十六届：波兰
- 第十七届：巴基斯坦
- 第十八届：巴基斯坦
- 第十九届：韩国

## 重点主题
从第四届中国—东盟博览会开始，围绕中国与东盟十一大重点合作领域，每届博览会确定一个重点主题。
- 第四届：港口合作
- 第五届：信息通信合作
- 第六届：海关与商界合作
- 第七届：自贸区与新机遇
- 第八届：环保合作
- 第九届：科技合作
- 第十届：区域合作发展——新机遇、新动力、新阶段
- 第十一届：共建21世纪"海上丝绸之路
- 第十二届：共创21世纪海上丝绸之路——共创海洋合作美好蓝图
- 第十三届：共建21世纪海上丝绸之路，共筑更为紧密的中国—东盟命运共同体
- 第十四届：共建21世纪海上丝绸之路，旅游助推区域经济一体化
- 第十五届：共建21世纪海上丝绸之路，构建中国-东盟创新共同体
- 第十六届：共建“一带一路”，共绘合作愿景
- 第十七届：共建“一带一路”，共兴数字经济
- 第十八届：共享陆海新通道新机遇，共建中国－东盟命运共同体
- 第十九届：共享RCEP新机遇，助推中国—东盟自由贸易区3.0版

## 历届中国与东盟各国魅力之城
中国—东盟博览会秘书处提出，从第二届博览会起，中国和东盟各国都选出一个代表本国特色的城市或地区在博览会的国家专题展区上隆重推介。
|          | 中国   | 新加坡   | 文莱       | 柬埔寨       | 印尼           | 寮国       | 马来西亚   | 缅甸     | 菲律宾                       | 泰国       | 越南     |
| 第二届   | 北京市 | 新加坡城 | 斯里巴加湾 | 暹粒         | 雅加达         | 琅勃拉邦   | 布特拉再也 | 曼德勒   | 宿务                         | 清迈       | 河内     |
| 第三届   | 上海市 | 新加坡城 | 斯里巴加湾 | 金边         | 三宝垄         | 万象       | 槟城州     | 普甘     | 保和、巴拉旺、马尼拉、佬沃   | 孔敬       | 胡志明市 |
| 第四届   | 天津市 | 新加坡城 | 斯里巴加湾 | 西哈努克港   | 巨港           | 沙湾拿吉   | 巴生       | 仰光     | 苏比克湾                     | 春武里府   | 下龙市   |
| 第五届   | 苏州市 | 新加坡城 | 斯里巴加湾 | 金边         | 万隆           | 磅湛省     | 赛城       | 耶德纳嵭 | 达沃                         | 普吉       | 顺化     |
| 第六届   | 深圳市 | 新加坡城 | 斯里巴加湾 | 西哈努克省   | 西加里曼丹省   | 沙湾拿吉   | 古晋市     | 木姐     | 怡朗(伊洛伊洛)、卡加延德奥罗 | 沙没巴干府 | 芹苴     |
| 第七届   | 钦州市 | 新加坡城 | 斯里巴加湾 | 万象         | 梭罗           | 甘蒙       | 吉隆坡     | 曼德勒   | 三宝颜                       | 清莱       | 大叻     |
| 第八届   | 海南省 | 新加坡城 | 斯里巴加湾 | 拉达那基里省 | 巴布亚省       | 占巴塞省   | 柔佛州     | 内比都   | 普林塞萨港                   | 孔敬       | 会安市   |
| 第九届   | 广州市 | 新加坡城 | 斯里巴加湾 | 马德望       | 明古鲁         | 甘蒙省     | 关丹市     | 雅丹纳博 | 圣费尔南多                   | 清迈       | 芽庄     |
| 第十届   | 南宁市 | 新加坡城 | 斯里巴加湾 | 磅同         | 日惹           | 万象       | 怡保市     | 皎漂     | 伊莎贝拉                     | 哒叻府     | 平定     |
| 第十一届 | 宁夏   | 新加坡城 | 斯里巴加湾 | 西哈努克省   | 南苏门答腊省   | 波乔省     | 浮罗交谊   | 仰光     | 达沃市                       | 洛坤府     | 平顺省   |
| 第十二届 | 香港   | 新加坡城 | 斯里巴加湾 | 金边         | 廖内省         | 乌多姆塞省 | 马六甲州   | 塔威     | 三宝颜市                     | 春武里府   | 老街省   |
| 第十三届 | 福州   | 新加坡城 | 斯里巴加湾 | 国公省       | 印尼群岛       | 阿速坡省   | 瓜拉登嘉楼 | 毛淡棉市 | 桑托斯将军市                 | 曼谷市     | 邦美蜀   |
| 第十四届 | 宁波   | 新加坡城 | 斯里巴加湾 | 柏威夏省     | 占卑省         | 沙耶武里省 | 纳闽       | 东枝     | 奥罗拉省                     | 曼谷       | 太原省   |
| 第十五届 | 北海市 | 新加坡城 | 斯里巴加湾 | 磅同省       | 西苏门答腊省   | 万象省     | 砂拉越州   | 巴安市   | 打拉省                       | 春蓬府     | 槟椥省   |
| 第十六届 | 成都市 | 新加坡城 | 斯里巴加湾 | 贡布省       | 印度尼西亚群岛 | 占巴塞省   | 雪兰莪州   | 马圭省   | 桑托斯将军城                 | 武里南府   | 安江省   |
| 第十七届 | 贵阳市 | 未       | 未         | 未           | 未             | 未         | 未         | 未       | 未                           | 未         | 未       |
| 第十八届 | 贵阳市 | 未       | 未         | 未           | 未             | 未         | 未         | 未       | 未                           | 未         | 未       |
| 第十九届 | 重庆市 | 未       | 未         | 未           | 未             | 未         | 未         | 未       | 未                           | 未         | 未       |

## 国内外支持商协会
文莱中华商会、文中友协、柬埔寨总商会（又名金边总商会）、柬埔寨成衣厂商协会、柬埔寨中国商会、柬埔寨港澳侨商总会、印尼工商会馆中国委员会、印尼中华总商会、印尼－中国经济社会与文化合作协会、老挝国家工商会、马来西亚中国经济贸易总商会、马来西亚制造商联合会、马中友好协会、马来西亚中华工商联合会、缅甸联邦工商会、缅甸林木产品商协会、缅甸豆类商协会、缅甸渔业协会、缅甸工业联合会、菲华商联总会、新加坡中华总商会、新加坡工商联合总会、新加坡制造商联合会、新加坡中国商会、新加坡中小企业工会、泰国中华总商会、泰国工商总会、泰中商务委员会、越南工商会、中国纺织品进出口商会、中国轻工工艺进出口商会、中国五矿化工进出口商会、中国食品土畜进出口商会、中国机电产品进出口商会、中国医药保健品进出口商会、中国对外承包工程商会、中国食品和包装机械工业协会

## 重大事件
自2004年第一届中国—东盟博览会在中国广西南宁市举办以来，中国—东盟博览会已举办了十四届。每年同期举办中国—东盟商务与投资峰会。据中国—东盟博览会官方网站介绍，第十五届中国—东盟博览会将于2018年9月12日—15日在中国广西南宁市举办。本届主题为：【共建21世纪海上丝绸之路，构建中国-东盟创新共同体】，主题国为柬埔寨。

## 各界评论
中国—东盟博览会自举办以来，得到了各界的评价，对自由贸易区国家间的经济与社会产生了影响。

### 企业家评价
- 西门子（中国）有限公司销售总监李挺：今后西门子在亚洲的分支机构将全面参与博览会的活动。[6]
- 中国上海华普汽车有限公司商务部副总裁王顺胜：中国—东盟博览会是中国企业打开东盟市场的“金钥匙”。[6]
- 日本王子制纸株式会社海外造林事业部经理森崎雅典：通过博览会的连线，日本王子制纸已经与江苏南通政府方面建成了全国最大的造纸厂并投入运作。[6]
- 新加坡东盟投资集团董事总经理杨景云：中国的市场越来越开放、越来越规范，我们对此很感兴趣。[6]
- 法国北伊泽尔省工商会财政委员会主席让皮埃尔吉拉尔：中国—东盟博览会为各国商人提供了一个很好的交流平台，内容非常丰富，形式非常开放，蕴藏着无数商机。[6]

### 各国政要评价
- 柬埔寨首相洪森：希望中国可以向东盟欠发达的成员国转让绿色科技，以增加农业产量。[7]
- 缅甸副总统吴丁昂敏乌：缅方高度重视缅中全面战略合作伙伴关系，将与中方保持密切沟通，积极寻求解决问题的办法，维护共同利益。[7]
- 泰国副总理吉滴叻：希望借助此次见面会，促进泰中两国企业家携手迈进，促进商业投资各领域的成功合作。泰国政府将继续支持两国企业家合作。[7]
- 越南副总理阮春福：中国-东盟博览会组织工作非常好，紧张有序。越南在中国-东盟博览会上的展位搭建漂亮，展品丰富，观众及顾客很多，并一致称赞越南商品质量高。[7]
- 菲律宾贸工部投资署司长奥利佛：中国-东盟博览会是很好的平台，我们应该支持它，这里有很多合作机会。[7]
- 中华人民共和国主席胡锦涛：中国—东盟博览会作为国家层面的一个国际性盛会，已经成为我国和东盟经贸合作的重要平台，中央将大力支持广西办好这个博览会。中国—东盟博览会要长期办下去，要办出特色，办出实效。[1]
- 印度尼西亚总统苏西洛·班邦·尤多约诺：十分高兴在中国—东盟博览会看到印尼的企业家和印尼商品，希望印尼工商界通过博览会继续加强与中国的经贸往来，[1]
- 老挝人民民主共和国副主席朱马里·塞雅颂：中国—东盟博览会对中国和东盟经贸关系起到了非常大的促进作用，许多东盟国家都非常积极参与，会使中国与东盟的关系进一步发展。[1]

## 举办的意义
从政治上看，有利于加强中国与东盟自由贸易区国家之间互动与沟通，加强政治互信，在国际事务处理中提高双方的地位。
从经济上看，进一步扩大了中国与东盟自由贸易区'国家经济合作，推动区域经济发展，促进东盟经济一体化，提高区域竞争力，对世界经济增长也有积极作用。